# 9909 Eschenbach
9909 Eschenbach è un asteroide della fascia principale. Scoperto nel 1971, presenta un'orbita caratterizzata da un semiasse maggiore pari a 2,3474159 UA e da un'eccentricità di 0,1650858, inclinata di 4,31938° rispetto all'eclittica.